# Affonsinho
Affonso Heliodoro dos Santos Júnior, dit Affonsinho, né à Belo Horizonte le 7 mars 1960, est un guitariste, chanteur, compositeur et acteur brésilien.

## Biographie
Affonsinho définit son style comme pop/bossa nova empreinte de blues, car il ne renonce pas à la guitare électrique, son instrument de prédilection. En plus d'être chanteur, compositeur, instrumentiste et producteur, Affonsinho est également acteur (il a joué César Prates dans la mini-série JK, de Rede Globo) et il est diplômé en journalisme.
Dans les années 1980, il était l'un des fondateurs du groupe Hanoi-Hanoi (les hits Totalmente Demais et Rádio Blá). Il est l'auteur de Gentil Loucura, le premier succès de Skank (et fut également  professeur de guitare de Samuel Rosa). Il a étudié au Berklee College of Music (États-Unis) et il est considéré comme l'un des meilleurs guitaristes brésiliens[Par qui ?]. Il a été nommé meilleur instrumentiste du Fesbelô 2000 (Festival de Musique de Minas Gerais) et a reçu le Trophée Promusica dans la catégorie de meilleur chanteur.
Affonsinho a également enregistré deux CD avec des réinterprétations du Clube da Esquina, Esquinas de Minas (2002) et Esquinas de Minas – Dois Lados da Mesma Viagem (2003), lancé au Brésil et au Japon.
Affonsinho a lancé en 2011 Zague Zeia, le neuvième album de sa carrière solo, avec 11 titres de lui, tous inédits, et les participations spéciales de Mariana Nunes, Kadu Vianna, Jennifer Souza, Pedro Morais et Flavio Henrique. Les plus grands succès de ce compositeur de Minas Gerais sont Vagalumes, Gamado pelo Samba, Belê, Coquinho et Escândalos de Luz.
Sa discographie contient Tudo Certo ? (1994), Sambando Assim Meu Rock'n'Roll (1998), Zum Zum (2001), Esquinas de Minas (2002), Esquinas de Minas – Dois Lados da Mesma Viagem (2003), Belê (2006), Meu Plano (2009), Voz e Viô (2010) et Zague Zeia (2011).